# 李炳国
李 炳国（イ・ビョングク、朝鮮語: 이병국/李炳國、1882年9月15日 - 1949年4月8日）は、日本統治時代の朝鮮の独立運動家、大韓民国の政治家。制憲韓国国会議員。

## 経歴
忠清南道天安郡（現・天安市）出身。漢文修学。大韓帝国では法務主事、法務部参書官を歴任した。1919年に南大門駅で朝鮮総督の斎藤実を爆殺しようとした姜宇奎に協力したという罪名で西大門刑務所で5年間服役した。出獄後も朝鮮独立運動に従事した。韓国建国後は大韓独立促成国民会天安支部委員長、天安郡民会長等を務めた。
1948年の初代総選挙に天安郡選挙区から大韓独立促成国民会所属で出馬して当選し、国会議員となったが、任期中自宅にて脳溢血により死去。